# Pyrilia barrabandi
A curica-de-bochecha-laranja (Pyrilia barrabandi) é uma espécie de ave da família Psittacidae.
Pode ser encontrada nos seguintes países: Bolívia, Brasil, Colômbia, Equador, Peru e Venezuela.
Os seus habitats naturais são: florestas subtropicais ou tropicais húmidas de baixa altitude.

## Subespécies
São reconhecidas duas subespécies:
- Pyrilia barrabandi barrabandi (Kuhl, 1820) - ocorre do Sudeste da Colômbia e no Sul da Venezuela até o Brasil ao Norte do Rio Amazonas;
- Pyrilia barrabandi aurantiigena (Gyldenstolpe, 1951) - ocorre do Equador até o Leste do Peru, Norte da Bolívia e Brasil ao Sul do Rio Amazonas.